# Лук мешечконосный
Лук мешечконосный (лат. Allium sacculiferum) — многолетнее травянистое растение, вид рода Лук (Allium) семейства Луковые (Alliaceae).

## Распространение и экология
В природе ареал вида охватывает Дальний Восток России, Корейский полуостров и северо-восточные районы Китая (провинции Внутренняя Монголия, Гирин (провинция), Ляонин, Хэйлунцзян).
Произрастает на сырых лугах.

## Ботаническое описание
Луковицы по 1—2 прикреплены к короткому вертикальному корневищу, продолговато-яйцевидные, толщиной 1—1,5 см, с чёрно-бурыми, раскалывающимися, неясно сетчато-волокнистыми оболочками, обхватывающими основание стебля. Стебель высотой 40—60 см, на треть одетый гладкими влагалищами листьев.
Листья в числе трёх, реже двух — четырёх, желобчато-трёхгранные, иногда при основании дудчатые, гладкие, шириной 2—3, до 4 мм, короче стебля.
Зонтик обычно шаровидный, многоцветковый, густоватый. Листочки полушаровидного околоцветника розово-пурпурные, с более тёмной жилкой, длиной 4,5—5,5 мм, эллиптические, тупые, наружные — лодочковидные, немного короче внутренних. Столбик сильно выдается из околоцветника.
Коробочка почти равна околоцветнику.

## Таксономия
Вид Лук мешечконосный входит в род Лук (Allium) семейства Луковые (Alliaceae) порядка Спаржецветные (Asparagales).
Описан со среднего течения Амура.
|  |                                      |  |                                                             |                                                             |                   |  | ещё 24 семейства (согласно Системе APG II) | ещё 24 семейства (согласно Системе APG II) |                       |  |  |  | ещё более 870 видов |
|  |                                      |  |                                                             |                                                             |                   |  | ещё 24 семейства (согласно Системе APG II) | ещё 24 семейства (согласно Системе APG II) |                       |  |  |  | ещё более 870 видов |
|  |                                      |  |                                                             | порядок Спаржецветные                                       |                   |  |                                            |                                            | род Лук               |  |  |  |                     |
|  |                                      |  |                                                             | порядок Спаржецветные                                       |                   |  |                                            |                                            | род Лук               |  |  |  |                     |
|  | отдел Цветковые, или Покрытосеменные |  |                                                             |                                                             | семейство Луковые |  |                                            |                                            | вид Лук мешечконосный |  |  |  |                     |
|  | отдел Цветковые, или Покрытосеменные |  |                                                             |                                                             | семейство Луковые |  |                                            |                                            |                       |  |  |  |                     |
|  |                                      |  | ещё 44 порядка цветковых растений (согласно Системе APG II) | ещё 44 порядка цветковых растений (согласно Системе APG II) |                   |  |                                            | ещё около 300 родов                        | ещё около 300 родов   |  |  |  |                     |
|  |                                      |  |                                                             | ещё 44 порядка цветковых растений (согласно Системе APG II) |                   |  |                                            |                                            | ещё около 300 родов   |  |  |  |                     |

### Синонимы
В синонимику вида по данным GBIF входят следующие обозначения:
- Allium deltoidefistulosum S.O.Yu, S.Lee & W.Lee
- Allium deltoidefistulosum S.O.Yu, S.Lee & W.Lee ex M.Kim
- Allium japonicum Regel
- Allium komarovianum Vved., 1934 — Лук Комаровский[3]
- Allium ophiopogon H.Lév.
- Allium sacculiferum var. viviparum Satake
- Allium yuchuanii Y.Z.Zhao & J.Y.Chao